# Antihermitovská matice

Antihermitovská matice má na hlavní diagonále ryze imaginární čísla, zapsána zeleně, a symetricky umístěné dvojice mají opačné reálné složky, zapsány purpurově, a shodné imaginární složky, zapsány oranžově.

Antihermitovská matice je v lineární algebře čtvercová matice s prvky z oboru komplexních čísel, která je opačná ke své hermitovské transpozici. Reálné antihermitovské matice jsou antisymetrické.
Matice jsou pojmenovány po francouzském matematikovi Charlesi Hermiteovi (1822–1901).
Antihermitovské matice lze chápat jako komplexní verze reálných antisymetrických matic nebo jako maticovou analogii ryze imaginárních čísel. Množina všech antihermitovských matic řádu {\displaystyle n} tvoří Lieovu algebru {\displaystyle {\mathfrak {u}}(n)}, která odpovídá unitární grupě {\displaystyle U(n)}. Pojem lze zobecnit tak, aby zahrnoval lineární zobrazení na libovolném komplexním vektorovém prostoru se seskvilineární normou.

## Definice
Čtvercová matice {\displaystyle {\boldsymbol {A}}\in \mathbb {C} ^{n\times n}} se nazývá antihermitovská, pokud je opačná ke své hermitovské transpozici, neboli:
{\displaystyle {\boldsymbol {A}}=-{\boldsymbol {A}}^{\mathsf {H}}=-{\overline {\boldsymbol {A}}}^{\mathsf {T}}}
Prvky antihermitovské matice splňují vztah:
{\displaystyle a_{i,j}=-{\overline {a_{j,i}}}}
Antihermitovské matice lze alternativně definovat jako komplexní čtvercové matice {\displaystyle {\boldsymbol {A}}} řádu {\displaystyle n} pro něž platí {\displaystyle {\boldsymbol {u}}^{\mathsf {H}}{\boldsymbol {Av}}=-{\overline {{\boldsymbol {v}}^{\mathsf {H}}{\boldsymbol {Au}}}}} pro všechny vektory {\displaystyle {\boldsymbol {u}},{\boldsymbol {v}}\in \mathbb {C} ^{n}}.

### Ukázky
Následující komplexní matice řádu 2 (kde symbol {\displaystyle \mathrm {i} ={\sqrt {-1}}} značí imaginární jednotku)
{\displaystyle {\boldsymbol {A}}={\begin{pmatrix}-\mathrm {i} &2+\mathrm {i} \\-2+\mathrm {i} &0\end{pmatrix}}}
je antihermitovská, protože:
{\displaystyle -{\boldsymbol {A}}^{\mathsf {H}}=-{\begin{pmatrix}{\overline {-\mathrm {i} }}&{\overline {2+\mathrm {i} }}\\{\overline {-2+\mathrm {i} }}&{\overline {0}}\end{pmatrix}}^{\mathsf {T}}=-{\begin{pmatrix}{\overline {-\mathrm {i} }}&{\overline {-2+\mathrm {i} }}\\{\overline {2+\mathrm {i} }}&{\overline {0}}\end{pmatrix}}=-{\begin{pmatrix}\mathrm {i} &-2-\mathrm {i} \\2-\mathrm {i} &0\end{pmatrix}}={\begin{pmatrix}-\mathrm {i} &2+\mathrm {i} \\-2+\mathrm {i} &0\end{pmatrix}}={\boldsymbol {A}}}
Následující tři matice řádu 2:
{\displaystyle {\begin{pmatrix}\mathrm {i} &0\\0&-\mathrm {i} \end{pmatrix}}\mapsto \mathrm {i} }, {\displaystyle {\begin{pmatrix}0&1\\-1&0\end{pmatrix}}\mapsto \mathrm {j} }, {\displaystyle {\begin{pmatrix}0&\mathrm {i} \\\mathrm {i} &0\end{pmatrix}}\mapsto \mathrm {k} }
jsou antihermitovské mají nulovou stopu a lze jimi reprezentovat generátory kvaternionů {\displaystyle \mathrm {i} ,\mathrm {j} } a {\displaystyle \mathrm {k} }.

## Vlastnosti
- Prvky na hlavní diagonále antihermitovské matice splňují {\displaystyle a_{i,i}=-{\overline {a_{i,i}}}} a jsou proto ryze imaginární, tj. mají reálnou složku nulovou.
- Reálné složky tvoří antisymetrickou matici, imaginární složky symetrickou .
- Součet komplexní čtvercové matice {\displaystyle {\boldsymbol {M}}} a její hermitovské transpozice {\displaystyle {\boldsymbol {M}}+{\boldsymbol {M}}^{\mathsf {H}}} je hermitovský.
- Rozdíl čtvercové komplexní matice a její hermitovské transpozice {\displaystyle {\boldsymbol {M}}-{\boldsymbol {M}}^{\mathsf {H}}} je antihermitovský. V důsledku je komutátor dvou hermitovských matic antihermitovský.
- Každou čtvercovou komplexní matici {\displaystyle {\boldsymbol {M}}} lze jednoznačně rozložit na součet hermitovské matice {\displaystyle {\boldsymbol {H}}} a antihermitovské matice {\displaystyle {\boldsymbol {A}}} tak, že {\displaystyle {\boldsymbol {M}}={\boldsymbol {H}}+{\boldsymbol {A}}}, kde {\displaystyle {\boldsymbol {H}}={\tfrac {1}{2}}({\boldsymbol {M}}+{\boldsymbol {M}}^{\mathsf {H}})} a {\displaystyle {\boldsymbol {A}}={\tfrac {1}{2}}({\boldsymbol {M}}-{\boldsymbol {M}}^{\mathsf {H}})}.
- Pokud je matice {\displaystyle {\boldsymbol {A}}} antihermitovská, potom její skalární násobek {\displaystyle \mathrm {i} {\boldsymbol {A}}} je hermitovský.
- Vlastní čísla antihermitovských matic jsou ryze imaginární, případně nulová.
- Antihermitovské matice jsou normální a tudíž i diagonalizovatelné. Vlastní vektory příslušné různým vlastním číslům jsou navzájem ortogonální.
- V oboru reálných čísel se antihermitovské matice shodují s antisymetrickými. Reálné antisymetrické matice mohou být změnou báze převedeny do blokově diagonální formy s bloky typu {\displaystyle {\begin{pmatrix}0&r\\-r&0\end{pmatrix}}} pro {\displaystyle r\in \mathbb {R} }.
- Pokud je {\displaystyle {\boldsymbol {A}}} antihermitovská, pak pro sudá {\displaystyle k} je mocnina {\displaystyle {\boldsymbol {A}}^{k}} hermitovská a pro lichá {\displaystyle k} je {\displaystyle {\boldsymbol {A}}^{k}}antihermitovská.
- Pokud je {\displaystyle {\boldsymbol {A}}} antihermitovská, pak její exponenciála {\displaystyle e^{\boldsymbol {A}}} je unitární.

### Lieova algebra antihermitovských matic
Komutátor antihermitovských matic je opět antihermitovský. Anrtihermitovské matice řádu {\displaystyle n} tvoří Lieovu algebru značenou {\displaystyle {\mathfrak {u}}(n)}:
{\displaystyle {\mathfrak {u}}(n)=\left\{{\boldsymbol {M}}\in \mathrm {Mat} (n,\mathbb {C} )\colon {\boldsymbol {M}}+{\boldsymbol {M}}^{\mathsf {H}}=\mathbf {0} \right\}}
Uvedená Lieova algebra odpovídá Lieově grupě unitárních matic:
{\displaystyle U(n)=\left\{{\boldsymbol {A}}\in \mathrm {GL} (n,\mathbb {C} )\colon {\boldsymbol {A}}{\overline {\boldsymbol {A}}}^{\mathrm {T} }=\mathbf {I} _{n}\right\}}